# Venado Tuerto
Venado Tuerto – miasto w Argentynie, leżące w południowo-wschodniej części prowincji Santa Fe. 
Venado Tuerto zostało ufundowane 26 kwietnia 1884 przez Eduardo Caseya. Prawa miejskie zyskało 16 grudnia 1935. W 2001 miasto liczyło 69 tys. mieszkańców.
W Venado Tuerto urodził się piosenkarz Chris de Burgh.